# Radio Contact (België)
Radio Contact is een commercieel radiostation in België. Tot einde 2008 was de omroep actief in Vlaanderen. Sindsdien bestaat het alleen nog in Wallonië onder de vlag van RTL Belgium van DPG Media en Groupe Rossel (sinds 31 maart 2022 eigenaren).

## Geschiedenis
Tot het einde van die jaren zeventig werd het radiolandschap in België gedomineerd door de publieke omroepen. Hun monopolie werd echter bedreigd. In die periode verschenen de eerste vrije radio's (later particuliere radio's genoemd), in het voetspoor van een groeiende beweging met als doel de vrijmaking van de ether. Daaronder bevond zich ook het toen nog onbekende Radio Contact.
Aanvankelijk zonden deze zenders illegaal uit, aangezien er geen enkele wetgeving ter zake voorhanden was. Het was de wet van juli 1979 inzake radiocommunicatie die stap voor stap de organisatie van een land van private radio's zou mogelijk maken.
Alles begon toen vier vrienden, Pierre Houtmans, Francis Lemaire, Freddy Neyts en Catherine Servaes, besloten hun eigen radio te maken, toen nog als piraat.
Op 9 februari 1980 beleefde Brussel de eerste uitzending van non-stop muziek, zestien uur per dag, op 101.3 FM.
Op 1 maart begonnen de eerste uitzendingen met presentators. Die programma's waren tweetalig en werden uitgezonden op één en dezelfde frequentie. Er waren dus afwisselend programma's in het Frans en in het Nederlands. In november 1981 zou het Franstalige Radio Contact zijn oorspronkelijke frequentie 101.3 fm behouden, terwijl z'n Nederlandstalige tegenhanger gebruik zou maken van 104.0 fm.
Op 28 juni 1980 werd een eerste grote show georganiseerd in Sint-Agatha-Berchem. Grote kanonnen uit die tijd, zoals Plastic Bertrand, werden gevraagd. Het spektakel was een succes dankzij het massaal opgekomen publiek. Op 20 september van dat jaar organiseerde Radio Contact in Vorst Nationaal nog een groots spektakel, met alweer veel optredens van bekende artiesten, en dus nog meer geapprecieerd door het publiek.
Het was de eerste keer in België dat een uitzending ook werd doorgestraald via een tv-piraat "Tele-Contact", die louter voor deze gelegenheid was opgericht en die vandaag natuurlijk niet meer bestaat.
De eerste oktober van 1980 was voor Radio Contact het begin van een reeks van zeventien inbeslagnames die zouden doorgaan tot 1987, het jaar van de wettelijke erkenning.
De eerste juni van 1982 werd door twee gebeurtenissen gekenmerkt. Allereerst was er de officiële lancering van publiciteit op antenne. De behandeling hiervan werd verzekerd door een bedrijf dat onafhankelijk werkt van Radio Contact; de afdeling radio van reclameregie IP Belgium. Het is die regie die tot op de dag van vandaag nog steeds instaat voor de nationale reclameverkoop van ClubFM in Vlaanderen en Radio Contact in Wallonië.
Verder was er de start van de nieuwsdienst in de vorm van nieuwsbulletins, uitgezonden op regelmatige tijdstippen van de dag.
Op het einde van 1983 deed de informatica z'n intrede bij het station. De programmaleiding, informatieverwerking, publiciteit, muziekdatabase en boekhouding gebeurde vanaf dan op computer.
Het was in diezelfde periode dat Radio Contact begon uit te breiden in heel België om op die manier een netwerk te vormen dat later het grootste van het land zou zijn.
1987 was het jaar van de erkenning van Radio Contact als private radio. Terwijl het op dat ogenblik een sterk netwerk van achttien stations vormde, van Oostende tot Bastogne, won het station eindelijk een moeizaam gevecht dat het zeven jaar eerder was begonnen. Contact heeft altijd symbool willen zijn van de strijd om de vrijheid van meningsuiting en het doorbreken van het staatsmonopolie, en om de vrijheid van communicatie en onderneming.
In maart 1998 vierde Radio Contact z'n achttiende verjaardag. Voor deze gelegenheid besloot het station een dolfijn in de Antwerpse zoo te sponsoren; het dolfijntje Pat. In oktober van datzelfde jaar wees een CIM-studie uit dat Radio Contact 500.000 luisteraars had over heel België.

### Oorsprong
Radio Contact is geboren uit de schoot van Radio Relax in de schaduw van het Atomium in Brussel, Radio Relax was onder anderen opgericht door Francis Lemaire. Johan Henneman en Ward Deman waren de eerste deejays. Zij waren mee overgestapt van radio Relax, die begin 1980 stopte na amper enkele maanden uitzending. Wiet Van Bever kwam als derde de ploeg versterken. Ward De Man was ook een van de vier medeoprichters en aandeelhouder (samen met Francis Lemaire, Pierre Houtmans en Freddy Neyts). Toen Luc De Groot en Danny De Bruyn de ploeg kwamen vervolledigen met even later ook Ben Van Praag, Ton Schipper en Tom Peeters, veranderde de stijl. Er ontstond een kloof tussen de Vlaamse presentators met onder anderen Ward De Man, Rita Van Neygen en Guy Vanhengel en anderzijds de zeezendersjongens. Rudi Van Vlaanderen werd ook nog weggehaald bij radio Huguette. Ward Deman (programmaleider) en Johan Henneman vertrokken.
Op 1 oktober 1980 was er voor Radio Contact de eerste inbeslagname. Het was een begin van een reeks van 17 keer die zouden doorgaan tot 1987.
De eerste uitzendingen van Radio Contact waren afwisselend Franstalig en Nederlandstalig. Vanaf september 1981 besloot de volledige Nederlandse ploeg te stoppen uit onvrede over te weinig uitzendtijd ten opzichte van de Franstalige ploeg. Ze besloten een nieuw radiostation op te richten, maar dat zou nog een tijdje aanslepen (radio Seven). In november gaf de directie van Contact toe. De Franstalige Contact zou zijn oorspronkelijke frequentie op 101.3 fm behouden, terwijl zijn Nederlandstalige tegenhanger gebruik zou maken van 104 fm.
Programmaleiders waren de ondertussen teruggekomen Danny De Bruyn en Ton Schipper. Verder werd de ploeg gevormd door Serge Van Gisteren, Wiet Van Bever, Kaz Robijn, Ad Van Zeyl, Eric Hofman, Luc Van Kapellen, Will Van Vliet, Jan De Ruyter en Filip Vandenbergh.
Op 1 juni 1982 om 6.30 uur werd er gestart met het eerste journaal bij Radio Contact. Het station startte bovendien als eerste met publiciteit. Dat werd verzekerd door een bedrijf dat volledig onafhankelijk werkte van radio Contact.

## Vlaanderen
Omdat landelijke radio in Vlaanderen verboden was tot het jaar 2001 was Radio Contact verplicht de landelijke dekking te realiseren via lokale radiozenders. In 1986 richt Radio Contact de franchisinggroep op. Radio Annick uit Antwerpen, Radio Free uit Gent, Radio WLS in Kortrijk en Radio Borinage uit Mons zijn de eerste leden. Op het hoogtepunt bestond het netwerk uit zo'n 50 frequenties. In eerste instantie brachten alle stations hun eigen uitzendingen, later werden die mondjesmaat vervangen door nationale programma's vanuit Brussel. Radio Contact was erg actief in het ondersteunen van allerlei evenementen zoals popconcerten en sportmanifestaties.
In 1991 werden netwerken verboden in Vlaanderen door het decreet-Van Rompuy. Een protest en een marathonuitzending haalden niets uit. Enkel Brussel mocht nog de naam Contact dragen. Men omzeilde de beperkingen door advertentietijd op te kopen op lokale radio's die onafhankelijk bleven. Pas in 1995 werd de naam Radio Contact in heel Vlaanderen weer gebruikt. In 1998 startte FamilyRadio, het tweede netwerk van Radio Contact.
In het jaar 2000 was Radio Contact Vlaanderen met zo'n 8% marktaandeel en 734.000 luisteraars de vierde zender in Vlaanderen na Radio 2 (35,2%), Donna (20,9%) en Radio 1 (9,1%). Gevolgd door Studio Brussel (7%) en TOPradio (3,4%).
Op 24 maart 2000 werd niet alleen het stoppen van Family Radio aangekondigd, maar men meldt tevens interesse te hebben in de oprichting van een landelijke commerciële radio. De zender probeerde een licentie in de wacht te slepen met het project Contact 2. Een administratieve onduidelijkheid (de NV Vloro, die kandidaat was voor de licentie, had volgens de overheid geen media-ervaring) zorgde ervoor dat 4FM en Q-music beter scoorden en dat Radio Contact in de kou bleef staan. Er volgde een juridische strijd, want volgens het benadeelde netwerk kende het aandeel van ‘Think Media’, dat voor 50% eigenaar van 4FM is, één dag voor de toekenning van de licenties een spectaculaire koersstijging met 20%. Zodoende bestaan er, volgens het perscommuniqué, aanwijzingen dat 'Think Media’ met voorkennis handelde.
Op 22 oktober 2001 verving Contact 2 dan het geflopte netwerk FamilyRadio.
Door de komst van Q-music en de concurrentie van radio Donna verloor Contact luisteraars. Tal van programmatorische experimenten volgden elkaar vanaf 2003 op, maar konden het tij niet keren. Op 12 december 2008 werd aangekondigd dat Radio Contact stopt in Vlaanderen. Er werden nog een jaar lang (tot decemember 2009) non-stop gouwe ouwen uitgezonden op de frequenties van het netwerk onder de noemer Contact+.
Op 2 december 2009 werden alle frequenties van Radio Contact Vlaanderen overgenomen door het netwerk ClubFM.

### Oud-nieuwslezers-journalisten
- Thierry De Neve
- Kurt Pauwels
- Geert Schalck
- Ludwig Verdun
- Gerrit Six
- Ad Van Zeyl
- Louis Weenen
- Guy Vanhengel
- Wim De Smet
- Sofie Santermans
- Grim Vermeiren
- Kristel Vranken
- Ludo Daelman
- Peter Timmermans
- Stef Gits
- Geert Van Hassel
- Jo Buggenhout
- Michael Desmet

### Oud-presentatoren
- Bjorn Verhoeven
- Bruno Snauwaert
- Walter Broeckx
- Jo Van Belle
- Toos Smet
- Koen De Bruyn
- Dirk De Coster (Dirk Ghijs)
- Yves Van Ooteghem
- Peter Decordier
- Joe Wells
- Luc De Groot
- Jimmy Verrijt
- Geert Hunnaerts
- Philippe Bernaerts
- Erik Vink-Emiel De Roeck
- Jan Blokhuis
- Peter Dewit
- Ad Van Zyl
- Peter Hoogland
- Dirk de Jong
- Theo De Brabanter
- Jorgen Van Geffen
- Mark Van de Voorde
- Evert De Jong
- Emanuella Buensenso
- Steven Leemans
- Will Van Vliet
- Yves Van Nunen
- Guy Vanhengel (moderator)
- Danny De Groot
- Patrick Vanderiek
- Luc De Corte
- Eric van Belgenland
- Ward De Man
- Luc de Wit
- Jan Rap
- Coco van Babbelgem
- Piet Keizer
- Frederik Geeroms
- Luk Bal
- Steven Ceuppens
- Chris Van Opstal
- Jonathan Seagull
- Dirk Moerman
- Daphne Jeurissen
- Ron Van de Plas
- Ferry Eden
- Ton Schipper
- Peter van Dam
- Dirk Vandemast
- Danny De Neve
- Wiet Van Bever
- Yasmine
- Kürt Rogiers
- Kelly Pfaff
- Erik Vandermeulen
- Tom Van Wezendaele
- Jan Molenaar
- Rob Van Daele
- Mario De Vuyst
- Bjorn Van Win
- Jan Van Duyck
- Kaz Robijn
- Luk Van Kappelen
- Jan De Ruyter
- Filip Vandenbergh
- Ronny van Gelder
- Geena Lisa
- Kathy Pauwels
- Danny De Bruyn
- Rudi Van Vlaanderen
- Marc Huylebroeck
- Sebastien Vansever
- Jeroen Gorus
- Davy De Bruyn
- Piet De Win
- Mathieu De Blauwe
- Wim Corneillie
- Jan Thans
- Didier Van Malder
- Stefan Blauwaert
- Patty
- Ben van Praag
- Kurt Pauwels
- Paula Van Wilder
- Peter Brabants
- David Claes
- Marc De Mol
- Dee Willems
- Michel De Wilde
- Mike Piteljon
- Koen Vervremd
- Louis Weenen (moderator)
- Johan Govaerts
- Koen Mathijs
- Peter Govaerts
- Robin Vissenaeken
- Ben Braillard
- Kristin Moers
- Eric Hofman
- Dirk De Vries
- Geert De Meyer
- Serge Van Gisteren
- Jan Van Brugge
- Danny Van Dijck
- Rik Rons
- Gunter Van Vlaanderen
- Anneleen Liégeois
- Geert Bollé

## Franstalig België
In Franstalig België is Radio Contact al jarenlang een van de populairste radiostations. De laatste jaren is het afwisselend met Bel RTL, de marktleider dat eveneens van RTL Belgium is, dat zelf sinds 31 maart 2022 in handen is van DPG Media en Groupe Rossel. Radio Contact is ook te beluisteren in de Oostkantons.